# Jan Buchal
Jan Buchal, né le 30 mai 1913 à Litava (Autriche-Hongrie) et mort le 27 juin 1950 à Prague (Tchécoslovaquie, était un officier du renseignement tchécoslovaque mort à la suite d'un procès arbitraire, en même temps que Milada Horáková.

## Biographie
Disposant d'une formation de mécanicien automobile, il rejoint en 1938 la gendarmerie comme chauffeur. En 1947, il est contraint à la démission par son état de santé et la pression des militants du Parti communiste.
Adhérent au Parti national social depuis 1946, il rallie la dissidence anticommuniste après le coup de Prague de février 1948. Son réseau de dissidents, actifs à Ostrava et dirigé par Vilém Václík, est cependant infiltré par des agents de la police secrète communiste et il est arrêté en 1949. Au lieu d'être jugé seul, il est ajouté à la liste des accusés du procès du groupe de Milada Horáková (cs) afin de « prouver » que celui-ci prévoyait de commettre des attentats à Ostrava. Le 8 juin 1950, il est condamné à la peine de mort avec Horáková, Pecl (cs) et Kalandra. Leurs appels et recours en grâce sont rejetés, et ils sont tous exécutés par pendaison le 27 juin 1950 dans l'enceinte de la prison de Pankrác. Les derniers mots de Jan Buchal avant de succomber sont : « Vive la Tchécoslovaquie libre de Masaryk et Beneš ! ». Après sa mort, sa dépouille est amenée à l'Institut de médecine légale pour y être autopsiée, puis au crématorium de Strašnice (en) pour y être incinérée. Ses cendres y sont placées dans une urne funéraire, qui est déplacée dans un entrepôt de la prison de Pankrác le 6 octobre 1953, puis dans une fosse commune du cimetière de Motol le 5 mai 1965.

## Galerie

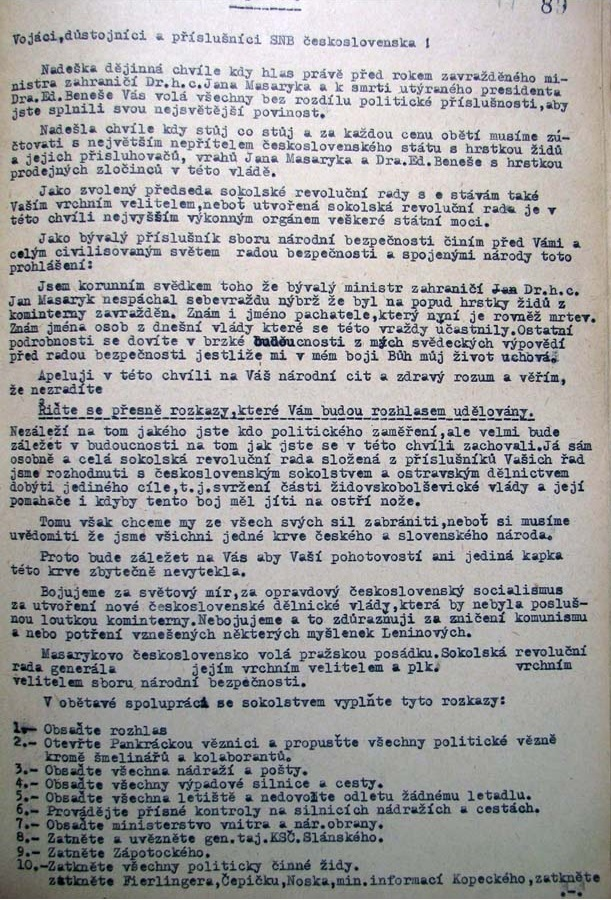
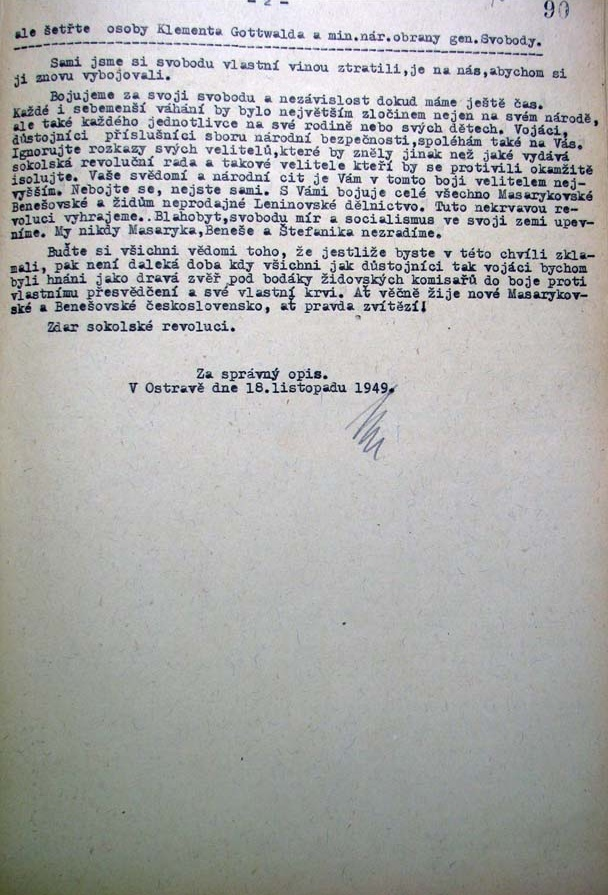